# Sztatülliosz Phlakkosz
Sztatülliosz Phlakkosz (latin nevén: Statilius Flaccus) (i. e. 1. század?) görög-római epigrammaköltő.
Epikureista gondolkodó, költő volt. Egyes ókori források szerint Philippinél esett el. Egy jég alá került fiúról szóló verse a leghíresebb költeménye, de az alvó Erószról szóló epigrammatikus hagyományba is bekapcsolódott. Epigrammáinak zömét az Anthologia Graeca őrzi. Egy költeménye:
Elment már Polemón, arcodnak mása az arca,
hozd haza, kértelek, és áldozok egy madarat!
Nem kell így, csupa szőr, irigy arccal a fickó,
én nyomorult, nem ezért kértem az ég kegyeit!
Ártatlan madarat nem kéne kopasztani mégse,
vagy, Phoibosz, Polemónt is kopaszítsd véle meg!